# Crvena Jabuka (Babušnica)
Crvena Jabuka (em cirílico: Црвена Јабука) é uma vila da Sérvia localizada no município de Babušnica, pertencente ao distrito de Pirot, na região de Lužnica. A sua população era de 60 habitantes segundo o censo de 2011.

## Demografia
| 1948 | 1953 | 1961 | 1971 | 1981 | 1991 | 2002 | 2011 |
| ---- | ---- | ---- | ---- | ---- | ---- | ---- | ---- |
| 856  | 872  | 841  | 704  | 456  | 248  | 126  | 60   |